# Член Американского института архитекторов
Член Американского института архитектуры (аббр. FAIA от англ. Fellow of the American Institute of Architects) — пост-именное звание или членство; почётная степень, присуждаемая Американским институтом архитекторов (AIA) выдающимся архитекторам, избранным в Коллегию стипендиатов Института. 
Членство присуждается Институтом архитекторам, которые внесли выдающийся вклад в профессию благодаря превосходному дизайну, вкладу в области архитектурного образования или значительному продвижению в профессии. В 2014 году менее 3200 из более чем 80 000 участников получили почётное членство. Также степень Почётный член Американского института архитекторов присуждается иностранным архитекторам (не являющимся гражданами США или архитекторам, работающим в основном за пределами США) и не архитекторам, внёсшим существенный вклад в области архитектуры или в институт.

## Категории
Членство присуждается в соответствии со следующими номинациями:
- Способствовать эстетической, научной и практической эффективности профессии;
- Продвигать науку и искусство планирования и строительства путём продвижения стандартов архитектурного образования, обучения и практики;
- Координировать строительную отрасль и профессию архитектора;
- Обеспечить повышение уровня жизни людей за счёт улучшения их среды обитания;
- Сделать профессией постоянно увеличивающееся служение обществу.

## Известные научные сотрудники
Архитекторы, признанные FAIA:
- Абрамовиц Макс
- Чарльз Генри Атертон[англ.][1]
- Питер Болин[англ.][2]